# James Bridges
James Bridges, född 3 februari 1936 i Paris i Arkansas, död 6 juni 1993 i Los Angeles i Kalifornien, var en amerikansk filmregissör och manusförfattare. Han avled till följd av cancer.

## Filmografi (i urval)
- 1966 – Banditos (manus)
- 1970 – Colossus: The Forbin Project (manus)
- 1973 – Paper Chase - betygsjakten (manus och regi)
- 1979 – Kinasyndromet (manus och regi)
- 1980 – Urban Cowboy (manus och regi)
- 1985 – Perfect (manus, regi och produktion)
- 1988 – Neon - Bright Lights, Big City (regi)
- 1990 – Vit jägare, svart hjärta (manus)